# Associação Boavistense de Esporte, Lazer e Cultura
A Associação Boavistense de Esporte, Lazer e Cultura (ABELC) é um clube de futsal brasileiro, localizado em Boa Vista do Buricá, Rio Grande do Sul. Atualmente, disputa a Liga Gaúcha de Futsal 2.

## História
A Associação Boavistense de Esporte, Lazer e Cultura foi criada em 28 de maio de 2013 para representar o município de Boa Vista do Buricá em competições estaduais de futsal. Sua primeira competição foi a Série Bronze, equivalente à terceira divisão estadual do Campeonato Gaúcho de Futsal, disputada no ano de 2014, onde acabou chegando a final da competição e foi superada na decisão pelo União de Nova Petrópolis. Com o resultado, a equipe da ABELC garantiu vaga na Série Prata do ano de 2015.
Na sua estreia na Série Prata, a equipe da ABELC chegou entre os oito melhores da competição, mas acabou sendo eliminada nas quartas-de-final. No ano seguinte, em 2016, a ABELC conseguiu chegar até as semifinais da competição, onde acabou sendo eliminada pela SASE de Selbach e encerrou com a terceira melhor campanha geral, o que era insuficiente para um acesso à elite. No entanto, a equipe da ASTF, de Teutônia, comunicou a decisão de não disputar a Liga Gaúcha de Futsal de 2017, e abriu uma vaga para a equipe da ABELC. No entanto, acabou na penúltima colocação e foi rebaixada para a Série Prata de 2018. Na Série Prata de 2018, a ABELC encerrou em terceiro lugar, ao ser eliminada nas semifinais pela equipe da AMF, resultado que a garantiu na elite em Liga Gaúcha de Futsal de 2019. Foi novamente rebaixada em 2019, após encerrar na última colocação, e em 2020 disputa a Liga Gaúcha de Futsal 2, equivalente a segunda divisão.

## Campanhas de destaque
- Campeonato Gaúcho de Futsal - Série Bronze: 2015 (2º lugar)
- Campeonato Gaúcho de Futsal - Série Prata: 2016, 2018 (3º lugar)